# 獨立鄉 (加拉茨縣)
45°27′54″N 27°44′30″E / 45.4650°N 27.7418°E
獨立鄉（羅馬尼亞語：Independența, Galați），是羅馬尼亞的鄉份，位於該國東部，由加拉茨縣負責管轄，面積59平方公里，海拔高度14米，2007年人口4,776，人口密度每平方公里81人。